# Costești, Botoșani
Costești este un sat în comuna Răchiți din județul Botoșani, Moldova, România.

## Personalități
- Petru M. Șuster (n. 15 mai 1896 – d. 11 octombrie 1954) este primul profesor universitar de biologie generală de la Universitatea „Alexandru Ioan Cuza” din Iași

 Acest articol despre o localitate din județul Botoșani este deocamdată un ciot. Puteți ajuta Wikipedia prin completarea lui.